# Торпедні катери типу «Г-4»
Торпедні катери типу Г-4 (Ш-4) — розроблялися в Центральному аерогідродинамічному інституті (ЦАГІ) колективом конструкторів (М. С. Некрасов, М. М. Петров, Т. П. Соприкін), очолюваному видатним авіаконструктором А. М. Туполєва. При розробці проекту торпедного катера колектив використовував накопичений на той час досвід вітчизняної гідроавіації.

## Історія
Аналіз бойових дій на морі під час першої світової війни і конкретних завдань, поставлених перед Військово-Морським Флотом молодої Радянської держави, виявив доцільність створення з'єднань швидкохідних торпедних катерів, які могли б здійснювати раптові атаки ворожих ескадр, що стоять на якорі в гаванях або на рейдах, а також лінійних сил противника у відкритому морі в нічних умовах імли і туману, під прикриттям димової завіси.
З'єднання торпедних катерів до того ж могли бути створені при порівняно невеликих матеріальних витратах, що в сформованих тоді економічних умовах було надзвичайно важливо. Флот царської Росії кораблів подібного класу не мав. Не мала у своєму розпорядженні виробничого і конструкторського досвіду їх створення і суднобудівна промисловість. Розробка проекту першого торпедного катера була покладена на Центральний аерогідродинамічний інститут (ЦАГІ) і доручена колективу конструкторів (М. С. Некрасов, М. М. Петров, Т. П. Соприкін), який очолював видатнии авіаконструктор А. М. Туполєва. При розробці проекту торпедного катера колектив використовував накопичений на той час досвід вітчизняної гідроавіації.
Корпус катера з реданними обводами являв собою збільшений за розмірами поплавок гідролітака, в середній частині днища якого був уступ (редан). При русі катера в режимі глісування редан разом з кормовою поверхнею днища сприймав сили гідродинамічної підтримки і сприяв піднесенню корпусу з води. Завдяки цьому зменшувалася площа змоченої поверхні підводної частини корпусу, знижувався опір руху і різко зростала швидкість. Як конструкційний матеріал був обраний дюралюміній. У 1926 р. в майстернях ЦАГІ в Москві був побудований дослідний зразок катера в клепаному корпусі, який мав наступні тактико-технічні елементи: довжина 17,3 м, ширина 3,3 м, осадка 0,9 м; водотоннажність близько 9 т; повна швидкість (без торпеди) близько 55 вузлів; торпедне озброєння — один торпедний апарат жолобного скидання 450 мм калібру; артилерійське озброєння — один кулемет 7,62 мм калібру; енергетичну установку — два бензинові мотори «Райт-Тайфун» по 550 к.с. з охолодженням забортною водою.
Торпедний апарат жолобного скидання розміщувався в кормовій частині катера паралельно діаметральній площині; при стрільбі торпеда вистрілювалася з жолоба спеціальним пристроєм-штовхачем. Падаючи в воду, торпеда йшла до цілі по курсу руху катера. Всебічні випробування дослідного катери проводили на Чорному морі (куди катер був доставлений з Москви по залізниці) навесні і влітку 1927 року і їх визнали успішними. З повним бойовим навантаженням на спокійній воді катер розвинув швидкість 54 вузлів, що на 25% перевищувало швидкість найкращих іноземних катерів того часу. Влітку 1927 р. дослідний торпедний катер, якому було присвоєно ім'я «Первісток», вступив до складу Чорноморського Флоту. Це був в повному розумінні слова первісток радянського суднобудування, оскільки був таким не тільки по відношенню до торпедних катерів радянського будівництва, а й першим військовим кораблем, побудованим (а не добудованим) у СРСР.
Під час випробувань, проте, була виявлена недостатня мореходність. Слабким було визнано торпедне озброєння. У зв'язку з цим колективу А. Н. Туполєва було видано нове завдання на коригування проекту і будівництво в майстернях ЦАГІ нового катера. Протягом року був спроектований, побудований і випробуваний новий торпедний катер з поліпшеними морехідними якостями. Мореходність поліпшили збільшенням кута зовнішньої кілеватості підводної носової частини корпусу, величина якого визначилася модельними випробуваннями в басейні ЦАГІ. Таке рішення сприяло зниженню ударних перевантажень (прискорень), що виникають при ході катера із заданою швидкістю на хвилюванні. Величина цих перевантажень в значній мірі визначає не тільки можливість бойового використання корабля, але і умови життєдіяльності екіпажу. Вона є найважливішим показником в оцінці морехідних якостей корабля

## Конструкція

### Корпус
Корпус катера клепаний, виготовлявся з листів дюралю з реданними обводами і був збільшеним за розмірами поплавком гідролітака, в середній частині днища якого був уступ (редан). Носові обводи корпусу виконувалися з широким розвалом шпангоутів, що збільшило мореходність катера до 4 балів у порівнянні з "Первістком". В середині корпусу знаходилася закрита ходова (бойова) рубка, також клепаної конструкції з броньованим оглядовим склом. Усередині її знаходилися прилади управління: штурвал автомобільного типу, машинний телеграф, два тахометра (по одному на двигун), приводи до дроселів регулювання газу, магнітний компас, планшет з картами, коробка автоматичної стрільби (для пуску другої торпеди з деякою затримкою після першої). У задній частині рубки встановили радіостанцію. Палуба катера виконувалася з листового дюралю і була гладкою.
Непотоплюваність забезпечувалася розподілом корпусу перегородками, на 5 відсіків:
- Таранний;
- Моторний;
- Командної рубки;
- Бензинових цистерн;
- Кормовий.

Забарвлення підводної частини корпусу проводилася німецьким складом "Інтертол", який був схожий на Кузбасслак, при обробці дюралю для корпусу застосовувався метод "доводки" без відпалу, який, як з'ясувалося, сприяє корозії. Тому всі катери після повернення з кожного плавання доводилося піднімати на берегову стінку, протирати гасом і зберігати в критих, добре вентильованих приміщеннях. На воду їх спускали тільки перед новим виходом в море.

### Силова установка
Силова установка механічна, двохвальна з двома американськими бензиновими 12-циліндровими V-подібними моторами "Райт-Тайфун" по 550 к.с. кожен, зі швидкістю обертання до 2100 об/хв. Швидкість повного ходу катера склала 50,5 вузла. Якість будівництва виявилася незадовільною (неміцність фундаментів під моторами і інші недоліки).

### Озброєння
Озброєння катерів складалося з 2 лотків для двох 450 мм торпед. Для викидання торпед з лотка слугував пороховий пристрій, причому торпеди викидалися назад і тому наведення на ціль здійснювалося корпусом самого катера. Після пострілу катер різко йшов убік, щоб власна торпеда не змогла знищити сам катер. Основним елементом пристрою виштовхування був балон-газоутворювач, в якому проводився підрив заряду бездимного пороху. Сам цей балон виготовляли з розточеного 152 мм фугасного снаряда.
Артилерійське озброєння складалося з 2 кулеметів Дегтярьова 7,62 мм з довжиною ствола 79,4 калібру, розташованих один на ходовій рубці і один передбачався в носовій частині. Режим вогню кулемета тільки автоматичний. Живлення кулемета дискове, диск містив 76 набоїв. Темп стрільби 80 пострілів/хв., Після чого слідувала пауза для охолодження ствола і заміни диска. Початкова швидкість кулі складала 840 м/с, а прицільна дальність стрільби — 1500 метрів.

## Будівництво
12 жовтня 1928 р. приймальна комісія прийшла до висновку, що "... з огляду на проведені випробування, згідно програми, головний глісер "Туполєв" підлягає прийому до складу ВМС РСЧА...". Катер, слідом за "Первістком", був прийнятий в дивізіон сторожових і торпедних катерів Чорноморського флоту. Не чекаючи закінчення випробувань "Туполєва", на заводі ім. Марті повним ходом вели підготовку до будівництва катерів. На початку січня 1928 року вже був план випуску першої серії. Одночасно з початком випуском катерів першої серії з серпня місяця йшла робота з будівництва другої серії. 1 жовтня 1928 року перший серійний катер N 1/12 заводу ім. Марті був побудований, а 21 листопада 1928 року після ходових випробувань — зарахований в ВМС РСЧА. Перша серія катерів, в будівництві якої ЦАГІ надавав заводу технічну допомогу, складалася з п'яти кораблів, що мали шифри по заводу: 1/12, 2/13, 3/14, 4/15, 5/16.
На будівництво наступних серій ЦАГІ, крім консультацій, впливу вже не чинив. Друга серія катерів складалася з шести груп по чотири катери в кожній. Всього заводом ім. Марті було випущено 59 торпедних катерів Г-4. На флоті катери отримали шифр "Ш-4", ними почали укомплектовувати перші бойові з'єднання москітного флоту на Чорному і Балтійському морях. У 1930—1932 рр. в дивізіон сторожових і торпедних катерів Чорноморського флоту надійшло близько 60 Ш-4. 30 з них з укомплектованими екіпажами були потім відправлені на Тихоокеанський флот. Перші бої катера Ш-4 провели в серпні 1938 року на озері Хасан, відбиваючи японську агресію. Під час Німецько-радянської війни вони брали участь в боях на Чорному і Балтійському морях.